# Поплаве у Кини 1931.
Поплаве у Кини 1931. или Речне поплаве Јангцекјанг—Хуајхе 1931. биле су низ поплава које су се догодиле у периоду од јуна до августа 1931. у Републици Кини. Погодиле су велике градове попут Ханкоуа (Вухана) и Нанкинга. Поплаве су достигле врхунац при пробоју насипа дуж језера Гаојоуху 26. августа.
Процене смртности знатно варирају. Теренско истраживање Универзитета у Нанкингу на челу са Џоном Лосингом Баком одмах након поплаве утврдило је да се „150.000 људи утопило те да је тај број представљао мање од четвртине свих смртних случајева током првих 100 дана поплаве.” У службеном извештају наводи се да се 140.000 људи удавило и тврди се да је „2 милиона људи умрло током поплаве утопивши се или умрло због недостатка хране”. Епидемија колере у следећој години, од маја 1932. године у Кини, довела је до 100.666 случајева и 31.974 смртних случајева. Популарна процена да је било 3,7 до 4 милиона смртних случајева „ужива велики оптицај на интернету, обезбеђујући поплави из 1931. позицију на сензационалистичким списковима најсмртоноснијих катастрофа на свету”.

## Метеоролошки узроци и физичке последице
Од 1928. до 1930. Кину је захватила дуга суша. Следећа зима 1930. године била је посебно оштра, стварајући велика лежишта снега и леда у планинским пределима. Почетком 1931, отопљени снег и лед текао је низводно и стигао у средњи Јангцекјанг током периода обилне пролећне кише. Обично, овај регион доживљава три периода високог водостаја током пролећа, лета и јесени; почетком 1931. године постојао је један континуирани потоп. До јуна, они који живе у ниским областима већ су били приморани да напусте своје домове. Лето је карактерисала и екстремна циклонска активност. Само у јулу те године, девет циклона је погодило регион, што је знатно изнад просека два годишње. Четири метеоролошке станице дуж реке Јангце пријавиле су кишу укупне вредности преко 600 mm (24 in) током месеца. Вода која протиче кроз Јангце достигла је највиши ниво од када је средином деветнаестог века започето вођење евиденције. Те јесени, додатне јаке кише увећале су проблем и неке се реке нису вратиле на нормалан ток до новембра.
Поплаве су прeплавиле приближно 180.000 km2 - површину једнаку величини Енглеске и половине Шкотске, или савезних држава Њујорк, Њу Џерзи и Конектикат заједно. Висок водостај забележен 19. августа на Ханкоу у Вухану показао је нивое воде од 16 m (53 ft) изнад просека, просечно 1,7 m (5,6 ft) изнад Шангајског Бунда. На кинеском језику, овај догађај је опште познат као 江淮 水灾, што отприлике значи „поплавна трагедија Јангце-Хуај”. Ово име, међутим, не успева да одрази огромне размере поплава. Водни путеви у већем делу земље су били поплављени, посебно Жута река и Велики канал. Осам најтеже погођених провинција биле су Анхуеј, Хубеј, Хунан, Ђангсу, Џеђанг, Ђангси, Хенан и Шандунг. Иза основне поплавне зоне поплављене су и области на југу као што је Гуангдунг, на северу попут Манџурије и западно као што је Сичуан.

## Број смртних случајева и штета
У то време, влада је проценила да је поплава захватила 25 милиона људи. Историчари од тада указују на то да је истински број могао бити чак 53 милиона. Процењене броја смртних случајева такође се увелико разликују. Савремене студије које је спровео Џон Лосинг Бак тврде да се у првих неколико месеци поплаве најмање 150.000 људи утопило, а да су стотине хиљада људи умрле од глади и болести током следеће године. Помоћу савремених медијских извештаја, кинески историчари на челу са Ли Венхајом израчунали су да је број погинулих био 422.499. Неки западни извори тврде да је број погинулих био између 3,7 и 4 милиона људи на основу њихових властитих тврдњи о глади и болести. Народ Танке који традиционално живи на бродовима дуж Јангцекјанга је био посебно погођен великом поплавом.
Поплава је уништила огромне количине стамбеног и пољопривредног земљишта. У целој долини Јангцеа уништено је око 15% усева пшенице и пиринча, при чему је тај проценат био много већи у областима погођеним поплавама. Катастрофа је такође изазвала економски шок са брзим растом цена виталних производа. Комбиновани еколошки и економски утицаји катастрофе довели су до тога да многа подручја западају у глад. Без хране, људи су били сведени да једу кору дрвета, коров и земљу. Неки су продавали своју децу да би преживели, док су други прибегли канибализму. Најсмртоноснији ефекат поплаве биле су болести које су захватиле избегличку популацију услед расељавања, пренасељености и распада санитације. Међу њима су колера, богиње, маларија, дизентерија и шистосомијаза.
Осим што је поплавила рурална подручја, поплава је изазвала опсежна разарања бројних градова. Избеглице су стизале у град Вухан од касног пролећа. Када је сам град био поплављен у рано лето и након катастрофалног пада насипа нешто пре 6:00 ујутро 27. јула,‍:270 око 782,189 урбаних грађана и руралних избеглица остало је без крова над главом. Поплава је захватила површину од 83 km2 (32 sq mi) и град је био поплављен под водом од много стопа скоро три месеца.‍:269–270 Велики број људи окупио се на поплавним острвима широм града, са око 30.000 особа које су се склониле на железничком насипу у центру Ханкоуа. Са мало хране и потпуним сломом санитарних система, хиљаде су убрзо почеле да подлегавају болестима.
Није било упозорења, само изненадни велики водени зид. Већина зграда у Вухану тих дана била је висока само један спрат, и за многе људе није било спаса – умрли су у десетинама хиљада. ... Управо сам долазио са дужности у главној канцеларији компаније, прилично новој троспратници у близини центра града ... Када сам чуо ужасну буку и видео да долази зид од воде, појурио сам на горњи спрат зграде. ... Био сам у једној од највиших и најјачих зграда које су остале да стоје. Тада нико није знао да ли ће вода опасти или ће се још више подићи.— Јин Шилонг, виши инжењер у Агенцији за превенцију поплава Хубеја, ‍:270
Град Нанкинг, тада главни град републиканске Кине, такође је био тешко погођен катастрофом. Један од најпогубнијих појединачних догађаја током поплаве догодио се 25. августа 1931. године, када је вода која је јурила кроз Велики канал однела насипе у близини језера Гаоју. Само у округу Гаоју, 18.000 људи се удавило, а 58.000 је умрло од глади и болести следеће године.

## Обнова насипа на језеру Гаојоу
Томас Харнсбергер, мисионар презбитеријанске цркве у Тајџоу, Ђангсу, био је једна од две централне личности (поред генерала Ванг Шуксијанга, доктора наука у области хидраулике) које су надгледале обнову насипа на језеру Гаоју, као и обезбеђење средства за то. Међутим, Кинезима је поплава и даље углавном непозната. Стив Харнсбергер, унук Томаса Харнсбергера, написао је 2007. године: „Поплава из 1931. убила је 15 пута више од броја људи изгубљених у индонежанском цунамију у децембру 2004. године, а ипак једва да је о томе ишта написано. Историја се фокусирала на друге катастрофе те године. Пажња Кине је била на грађанском рату између комуниста и националиста и Јапанцима који су вршили инвазију на северу, док је свет био дубоко у Великој депресији.”